# Minimal (Pet Shop Boys)
Minimal is de tweede single van het album Fundamental van de Pet Shop Boys. Het nummer zou aanvankelijk als eerste single verschijnen, maar in een laat stadium werd alsnog voor I'm with stupid gekozen. Het nummer werd door de Pet Shop Boys zelf geschreven. De albumversie werd ingekort tot een singleversie van 3:41 minuten.
Naast een volledig nieuw nummer, Blue on blue, verschenen twee bonustracks die eerder al in een andere vorm waren opgedoken. Het nummer No time for tears is afkomstig uit de soundtrack die de Pet Shop Boys in 2004 maakten voor de film Pantserkruiser Potjomkin. Het nummer was in 2005 een beoogde single, maar verscheen uiteindelijk nooit als single. De andere bonustrack is een versie van het nummer In private, dat de Pet Shop Boys in 1990 schreven voor Dusty Springfield. Op deze 'cover' van hun eigen nummer zingt Elton John mee.
Remixes van Minimal werden gemaakt door M Factor, Tocadisco, Tiga, Superchumbo, Telex en - in een later stadium - Ralphi Rosario.